# Another Chance
Another Chance est un single house du disc jockey new-yorkais Roger Sanchez, sorti en juillet 2001.
La chanson, basée sur un sample d'I Won't Hold You Back (1982) du groupe Toto, atteint la première place du UK Singles Chart.

## Le clip
Le clip de la chanson écrit et réalisé par Philippe André est un court métrage de 8 minutes. Il raconte l'histoire d'une jeune femme (Kelly Hutchinson) qui porte un immense cœur en plastique rouge dans les rues de New York la nuit. Elle cherche l'âme sœur mais la taille de son cœur empêche toute possibilité de rencontre. Multipliant les échecs, elle déprime et son cœur rétrécit, jusqu'à devenir minuscule. Un jeune homme (Joshua Dov) s'approche et lui demande si elle veut aller prendre un café avec lui. Le film mêlant les sons réalistes de New York comporte une scène dialoguée de 2 minutes, interrompant la musique. 
Probablement, c´était le dernier clip produit à New York avant les Attentats du 11 septembre 2001, mais on n´y peut pas voir les anciennes tours du World Trade Center, parce que le clip a lieu principalement à l´environ du Times Square.